# Korea-National-League-Pokal
Der Korea-National-League-Pokal war ein von 2004 bis 2019 ausgetragener Fußball-Pokalwettbewerb für südkoreanische Vereinsmannschaften der Korea National League. Da der Verband Ende 2019 seinen Ligabetrieb einstellen wird, wurde im selben Jahr zum letzten Mal der Pokal ausgetragen.

## Modus
Gespielt wird der Modus zuerst über die Gruppenphase. Die jeweils besten zwei Mannschaften qualifizierten sich für die K.O.-Runde. Anschließend wurde über die K.O.-Runde die Ligapokalmeisterschaft ausgetragen.

## Austragungsorte
Der Pokal wurde an verschiedenen Orten je Spielzeit ausgetragen. 2004 wurde der Pokal in Gyeongsangnam-do, Hannam ausgetragen. Im darauffolgenden Jahr, wurde der Pokal in Gangwon-do, Hwacheon ausgetragen. 2006 wurde der Pokal erneut in Hannam ausgetragen. 2007 bis 2008 wurde der Pokal in Yanggu ausgetragen. 2010 entschied man sich, den Pokal in Donghae, in Gangwon-do auszutragen. 2011 wurde der Pokal erstmals in einer Großstadt ausgetragen, in Changwon. Von 2012 an, bis 2015 trug der Verband den Pokal immer in Yanggu wieder aus. 2016 wurde der Pokal noch einmal woanders ausgetragen, in Ulsan. Bis auf die letzte Spielzeit, wurde der Pokal erneut in Yanggu ausgetragen. Der letzte Wettbewerb wurde auf Jeju-do ausgetragen.

## Pokalendspiele und Pokalsieger
| Spielzeit                   | Sieger                          | Ergebnis                    | Finalist                        |
| Korea-National-League-Pokal | Korea-National-League-Pokal     | Korea-National-League-Pokal | Korea-National-League-Pokal     |
| --------------------------- | ------------------------------- | --------------------------- | ------------------------------- |
| 2004                        | Ulsan Hyundai Mipo Dockyards FC | 3:1                         | Suwon City FC                   |
| 2005                        | Suwon City FC                   | n. b.                       | Police FC                       |
| 2006                        | Changwon City FC                | 2:1                         | Ulsan Hyundai Mipo Dockyards FC |
| 2007                        | Suwon City FC                   | 1:0                         | Goyang KB Kookmin Bank FC       |
| 2008                        | Daejeon HNP FC                  | 3:3 (3:0 i. E.)             | Ansan Halleluhja FC             |
| 2009                        | Daejeon HNP FC                  | 1:3                         | Goyang KB Kookmin Bank FC       |
| 2010                        | Busan TC FC                     | 2:1                         | Ulsan Hyundai Mipo Dockyards FC |
| 2011                        | Ulsan Hyundai Mipo Dockyards FC | 3:0                         | Changwon City FC                |
| 2012                        | Suwon City FC                   | 2:0                         | Ulsan Hyundai Mipo Dockyards FC |
| 2013                        | Incheon Korail FC               | 5:0                         | Cheonan City FC                 |
| 2014                        | Gyeongju KHNP FC                | 2:1                         | Gangneung City FC               |
| 2015                        | Daejeon Korail FC               | 2:1                         | Ulsan Hyundai Mipo Dockyards FC |
| 2016                        | Ulsan Hyundai Mipo Dockyards FC | 1:0                         | Daejeon Korail FC               |
| 2017                        | Changwon City FC                | 2:2 (4:3 i. E.)             | Cheonan City FC                 |
| 2018                        | Daejeon Korail FC               | 2:1                         | Gyeongju KHNP FC                |
| 2019                        | Gyeongju KHNP FC                | 2:0                         | Gangneung City FC               |

## Besonderheiten des Pokals
- Der KNL-Ligapokal war der letzte Ligapokal, der noch in Südkorea ausgetragen wurde.
- Der KNL-Ligapokal wurde bis auf wenige Ausnahmen, immer in kleinen Städten, bzw. in Ortschaften ausgetragen, wo normalerweise kein KFA-Verein an einer der drei Ligen teilnahm (Profi-, Halbprofi- oder Amateurliga)